# Gottfried Wolff
Gottfried M. Wolff (ur. 2 kwietnia 1958) – niemiecki duchowny rzymskokatolicki, od 2013 przełożony generalny Sług Najświętszej Maryi Panny oraz wielki kanclerz Papieskiego Wydziału Teologicznego Marianum w Rzymie.

## Życiorys
Święcenia kapłańskie przyjął 25 czerwca 1988. 21 września 2013 został wybrany na generała zakonu serwitów.